# ويليام كاي لامب
ويليام كاي لامب هو أمين مكتبة ومؤرخ كندي، ولد في 11 مايو 1904 في نيو ويستمينيستر في كندا، وتوفي في 24 أغسطس 1999.